# 神様のくれた赤ん坊
『神様のくれた赤ん坊』（かみさまのくれたあかんぼう）は、1979年に公開された松竹製作の日本映画。主演は桃井かおり、渡瀬恒彦、監督は前田陽一。同時上映は『男はつらいよ 寅次郎春の夢』。1957年の『集金旅行』のリメイク。

## あらすじ
森崎小夜子と三浦晋作の暮らすアパートに見知らぬ女が現れ、「この子の母親に頼まれて連れてきた」と男の子を置いて帰ってしまう。手紙には晋作を含めて5人の男の名前と住所が記されており、「新一は、この5人の男性の誰かの子供。父親に新一を引き取って欲しい」と書かれていた。突然男の子の父親候補となった晋作は、新一を引き取ってくれる父親を探すため、彼らが住んでいる西日本を巡ることとなる。小夜子も、上京前に住んでいた尾道の町や母の故郷を訪れるため、旅に同行する。

## キャスト
- 森崎小夜子- 桃井かおり
- 三浦晋作 - 渡瀬恒彦
- 田中新一 - 鈴木伊織（子役）
- 田島の秘書 - 河原崎長一郎
- 福田邦彦 - 吉幾三
- 福田の父親 - 天草四郎
- 桑野弘 - 小島三児
- 芸能社の社員 - 成瀬正(現：成瀬正孝)
- 達夫 - 森本レオ
- お好み焼き屋の女将 - 武知杜代子
- おでん屋の女将 - 伊藤昌子
- サラリーマン風の男 - 横山あきお
- 天草の老人 - 日野道夫
- クラブの客 - 片桐竜次
- 童貞の青年 - 志麻哲也
- 大津 - 泉谷しげる
- 果物屋 - 小松政夫
- 房江 - 正司歌江
- 旅館の女中 - 小林トシ江
- 小夜子の母 - 楠トシエ
- 高田まさ - 吉行和子
- 新一を連れてくる女 - 樹木希林
- 田島啓一郎 - 曽我廼家明蝶
- 高田幾松 - 嵐寛寿郎

## スタッフ
- 監督 - 前田陽一
- 脚本 - 前田陽一、南部英夫、荒井晴彦
- 製作 - 大谷信義
- 撮影 - 坂本典隆
- 美術 - 森田郷平
- 音楽 - 田辺信一
- 録音 - 平松時夫、小尾幸魚
- 照明 - 八亀実
- 編集 - 太田一夫
- 助監督 - 今関健一
- スチール - 長谷川宗平

## 主題歌
- 「もしかしたら」（歌：髙橋真梨子）
  - 作詞：中里綴／作曲：木戸やすひろ／編曲：田辺信一

## 備考
『シティロード』1979年11月号に「完成しながら公開のメドがたたなかった前田陽一監督、桃井かおり、渡瀬恒彦主演の『神様のくれた赤ん坊』が『男はつらいよ 寅次郎春の夢』の併映作品に決定した」と書かれている。松竹系としては最大級の全国221館で拡大公開され、7週と2日間（51日）の上映となり、興行的にも成功した。『年鑑代表シナリオ集'79』には「この年、松竹が自社製作した12本のうち健闘した一本」と書かれている。
1980年に逝去した嵐寛寿郎の最後の出演映画となった。

## 受賞
- 第22回ブルーリボン賞主演女優賞／桃井かおり（『男はつらいよ 翔んでる寅次郎』『もう頬づえはつかない』を合わせ）
- 第3回日本アカデミー賞主演女優賞／桃井かおり（『もう頬づえはつかない』と合わせ）